# Mariehamn
Mariehamn (finnül Maarianhamina) a Finnországhoz tartozó, autonóm Åland-szigetek (finnül Ahvenanmaa) székhelye, melynek egyetlen városi rangú települése.

## Fekvése
A település egy szűk, enyhén dombos, korábban Övernäs-nek nevezett földnyelven fekszik.

## Története
Még az „orosz időkben”, 1861-ben alapították cári utasításra, és ezért az akkori orosz cár, II. Sándor feleségéről, Mária Alekszandrovnáról nevezték el. Nevének jelentése így Mária kikötője. Az alapítás idején mindössze 35, napjainkban több mint 10 000 lakosa van, melynek körülbelül 91%-a svéd anyanyelvű. Fővárosi funkciójából adódik, hogy Mariehamnban működik az ålandi autonóm parlament, a Lagting, és az autonóm kormányzat, a Landskapsregering is.

## Lakosság
| Év   | Lakosság |
| ---- | -------- |
| 1987 | 9 966    |
| 1990 | 10 263   |
| 1997 | 10 408   |
| 2000 | 10 488   |
| 2002 | 10 632   |
| 2004 | 10 712   |

## Látnivalók

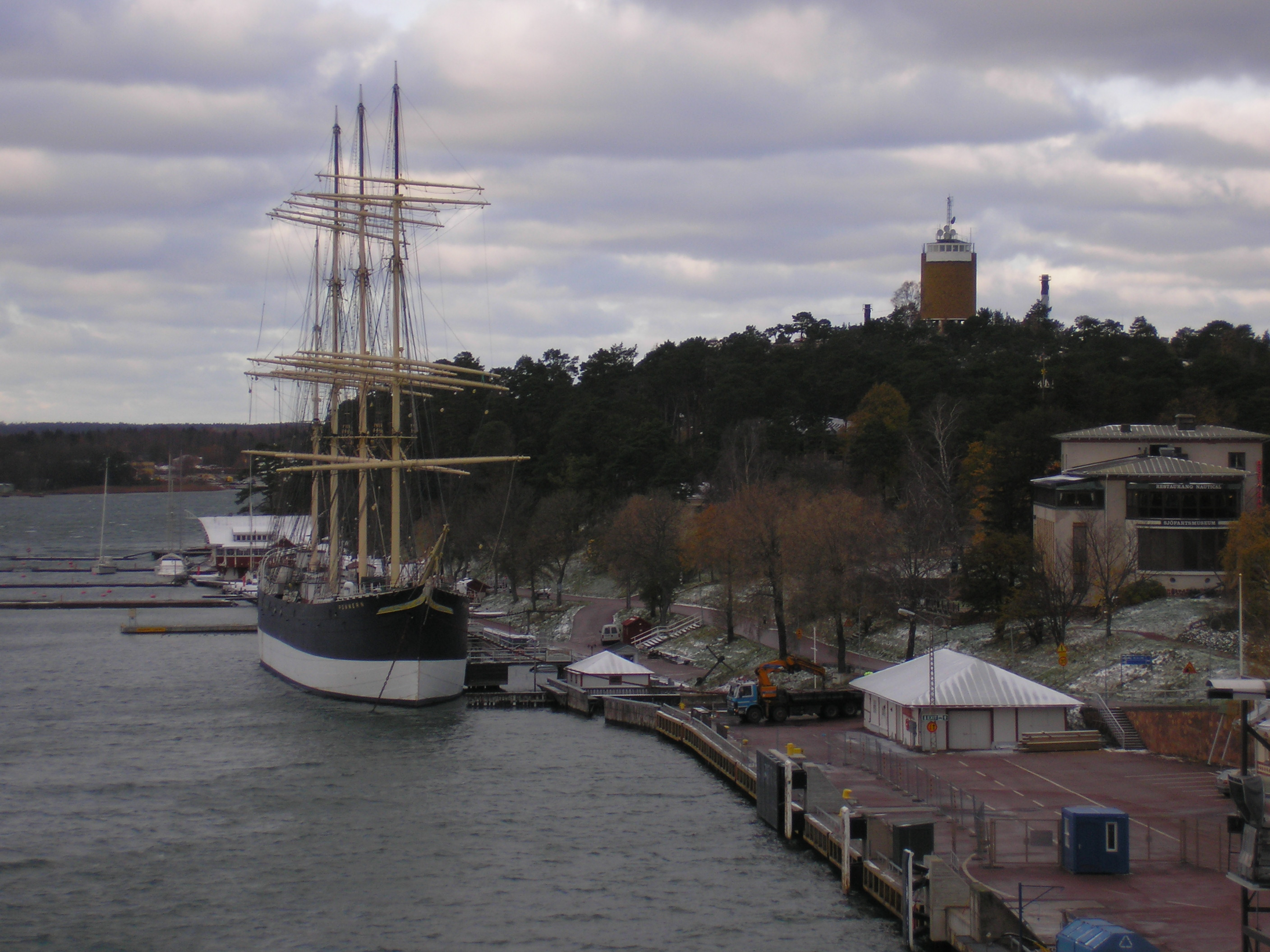
A Pomeránia múzeumhajó

- A négyárbócos Pomeránia vitorláshajó a nyugati-kikötőben horgonyoz.
- Evangélikus templom (Mariehamn)
- A Södragatan és a Mariegatan hagyományos faházai
- Keleti Kikötő
- IFK Mariehamn-stadion
- Ålandi Főiskola
- Városháza
- Lagting
- Landskapsregering
- Nyugati Kikötő
- Mariehamni Városi Könyvtár